# (2634) James Bradley
(2634) James Bradley es un asteroide perteneciente al cinturón exterior de asteroides descubierto por Edward L. G. Bowell desde la Estación Anderson Mesa, en Flagstaff, Estados Unidos, el 21 de febrero de 1982.

## Designación y nombre
James Bradley se designó inicialmente como 1982 DL.
Posteriormente, en 1985, fue nombrado en honor del astrónomo británico James Bradley (1693-1762).

## Características orbitales
James Bradley está situado a una distancia media del Sol de 3,457 ua, pudiendo acercarse hasta 3,285 ua y alejarse hasta 3,63 ua. Tiene una excentricidad de 0,04995 y una inclinación orbital de 6,422 grados. Emplea en completar una órbita alrededor del Sol 2348 días.

## Características físicas
La magnitud absoluta de James Bradley es 10,5. Tiene un diámetro de 39,91 km y su albedo se estima en 0,0923.